# Zeit der Kannibalen
Zeit der Kannibalen ist der zweite Spielfilm von Johannes Naber.
Die stark stilisiert inszenierte, kammerspielartige Kapitalismus-Satire spielt im Milieu global agierender Wirtschaftsberater. Kritiker lobten vor allem die starken Dialoge und die konsequent reduzierte Inszenierung.
Der Film erhielt beim Deutschen Filmpreis 2015 den Preis für das beste Drehbuch und eine „Lola“ in Bronze. Er wurde am 10. Februar 2014 in der Sektion „Perspektive Deutsches Kino“ der 64. Berlinale uraufgeführt. In die deutschen Kinos kam er am 22. Mai 2014, in Österreich lief er einen Tag später an.

## Handlung
Die beiden erfahrenen Unternehmensberater Öllers und Niederländer sind auf dem gesamten Globus unterwegs, um im Auftrag der „Company“ die Gewinne ihrer Kunden in Schwellen- und Entwicklungsländern zu maximieren. Die Folgen ihrer Transaktionen wollen und müssen sie nicht sehen, denn ihre Geschäfte wickeln sie in den immer gleichen Räumen einer internationalen Hotelkette ab; die Ortswechsel erkennt man nur daran, dass das Hotelpersonal mal aus Chinesen, mal aus Pakistanern oder aus Nigerianern besteht.
Im Austausch für ihren bisherigen Teamkollegen Hellinger, der zum Partner befördert wurde, wird ihnen überraschend die ehrgeizige Einsteigerin Bianca März zugeteilt.
Während Niederländer seiner sadistischen Ader freien Lauf lässt, indem er Hotelangestellte demütigt, streitet Öllers sich am Telefon ständig mit seiner Frau und gestattet sich immer wieder jähzornige Ausbrüche. März kontert souverän die sarkastischen Macker-Sprüche ihrer Kollegen und scheint im Gegensatz zu diesen auch an der Außenwelt interessiert zu sein.
März soll die beiden für die „Company“ evaluieren und bekommt mit, dass Öllers weibliche Hotelangestellte für Sex bezahlt. Als sie die beiden damit konfrontiert, reagieren Öllers und Niederländer mit zynischen Kommentaren. Damit ist für März das Maß voll und sie kündigt an, das Team zu verlassen.
Doch nun werden sie trotz bester Abschirmung immer stärker mit der Realität konfrontiert. Sie müssen erfahren, dass Hellinger sich umgebracht hat und dass ihre „Company“ verkauft wird. Von den neuen Eigentümern wird ihnen eine Teilhaberschaft angeboten. Die beiden Männer nehmen an, doch schon am nächsten Tag erfahren sie, dass ihr Unternehmen pleite ist und sie als Partner nun haften müssen. Ihre Kreditkarten werden gesperrt und sie werden nun von den US-Behörden wegen Insolvenzbetruges gesucht. Nur März hat nicht unterschrieben und versucht, sich heimlich abzusetzen. Niederländer fängt sie ab und will, dass sie die Rückflüge für alle drei bezahlt.
Doch dann erreichen die bürgerkriegsähnlichen Unruhen ihr Hotel, die bis dahin nur gedämpft von einer schemenhaften Außenwelt zu hören gewesen waren. Sie kommen nicht mehr aus dem Gebäude heraus, in dem nun Schreie und Schüsse zu hören sind. Sie verstecken sich im Hotelzimmer. Der Film endet, als die Tür des Zimmers aufgebrochen wird.

## Rezeption
Der Film kam am 22. Mai 2014 in die deutschen Kinos, am Tag darauf lief er in Österreich an.
Er erreichte 2014 in beiden Ländern insgesamt 49.426 Zuschauer.
Während der Film international weitgehend unbeachtet blieb, waren die Reaktionen der deutschsprachigen Kritik teilweise begeistert. Das schlug sich auch in der Verleihung des deutschen Kritikerpreises 2014 nieder. Viele Kritiker sind sich einig, dass Zeit der Kannibalen „einer der aufregendsten neuen deutschen Filme“ seit langem ist. So wundert sich Michael Meyns von Programmkino.de, warum der Film zwar auf der Berlinale gezeigt wurde, aber nicht im Wettbewerb lief.
Insbesondere die „rasiermesserscharfen Dialoge“, die in ihrer „stilistischen Brillanz“ im deutschen Film selten seien, fanden großen Anklang. Während Andreas Busche von der taz meint, Drehbuchautor Weigl reduziere die Satire „auf knappe Schlagworte“ und lege damit nicht „das System“ offen, verweisen andere Kritiker darauf, dass die „perfiden Pointen im Dialog“ ein gelungenes Mittel seien, den Blick auf „verborgene Zusammenhänge und Zustände“ bei den Akteuren der globalkapitalistischen Gegenwart zu öffnen.
Große Zustimmung fand auch das stark stilisierte Szenenbild, das konsequent „auf konkrete Verortung“ verzichtet und damit „in höchst filmischer Form“ sowohl die Austauschbarkeit spezifischer Handlungsorte als auch die Ignoranz der Handelnden für die konkreten mikroökonomischen und kulturellen Zusammenhänge veranschaulicht.
Die Figuren seien dank Drehbuch und der starken Leistung der Schauspieler „mit äußerster Genauigkeit“ gezeichnet, die Charaktere „nicht einfach Knallchargen“, sondern „mit wenigen Pinselstrichen vieldimensional entwickelt“ und „präzise gespielt“.
Das Netzwerk für Film und Medienkompetenz Vision Kino empfiehlt den Film ab Ende der Mittelstufe für den Unterricht in den gemeinschaftskundlichen und Wirtschaftsfächern.

## Auszeichnungen
Preise
- Preis der deutschen Filmkritik: Bester Spielfilm, Darstellerpreis für Sebastian Blomberg, Drehbuch[15]
- Günter-Rohrbach-Filmpreis: Darstellerpreis für Katharina Schüttler, Sebastian Blomberg und Devid Striesow[16]
- 26. Internationales Filmfest Emden-Norderney: „Creative Energy Preis“ für Drehbuch und Produktion
- Filmkunstfest Mecklenburg-Vorpommern: Beste Musik- und Tongestaltung für Cornelius Schwehr[17]
- Prix Europa 2014: „Prix Geneve-Europe – Best script by a newcomer“ für Stefan Weigl[18]
- Deutscher Filmpreis 2015: Bestes Drehbuch für Stefan Weigl[19], „Lola“ in Bronze

Nominierungen
- Fernsehfilmfestival Baden-Baden: „MFG-Star“ 2014[20]

## Internationale Festivals
- Internationale Filmfestspiele Berlin 2014: Uraufführung am 10. Februar 2014 in der Sektion „Perspektive Deutsches Kino“[21]

- Reykjavík International Film Festival, Island, 26. September 2014
- Pantalla Pinamar Festival, Argentinien, 9. März 2015[22]

## Verweise
- Seite zum Film von farbfilm verleih (Archivversion)
- Zeit der Kannibalen bei filmportal.de
- Johannes Naber im Gespräch mit Rudolf Worschech (epd Film) im Deutschen Filmmuseum am 11. Juni 2014 (Video auf YouTube)
- Zeit der Kannibalen bei IMDb